# Aire d'attraction de Villedieu-les-Poêles-Rouffigny
L'aire d'attraction de Villedieu-les-Poêles-Rouffigny est un zonage d'étude défini par l'Insee pour caractériser l’influence de la commune de Villedieu-les-Poêles-Rouffigny sur les communes environnantes. Publiée en octobre 2020, elle se substitue à l'aire urbaine de Villedieu-les-Poêles-Rouffigny, qui comportait 5 communes dans le dernier zonage qui remontait à 2010.

## Définition
L'aire d'attraction d'une ville est composée d’un pôle, défini à partir de critères de population et d’emploi ainsi que d’une couronne constituée des communes dont au moins 15 % des actifs travaillent dans le pôle. Le pôle d’attraction constitue ainsi un point de convergence des déplacements domicile-travail,.

## Type et composition
L’aire d'attraction de Villedieu-les-Poêles-Rouffigny est une aire intra-départementale qui comporte 11 communes dans la Manche. 
Elle est catégorisée dans les aires de moins de 50 000 habitants, une catégorie qui regroupe 12,2 % au niveau national.

### Carte

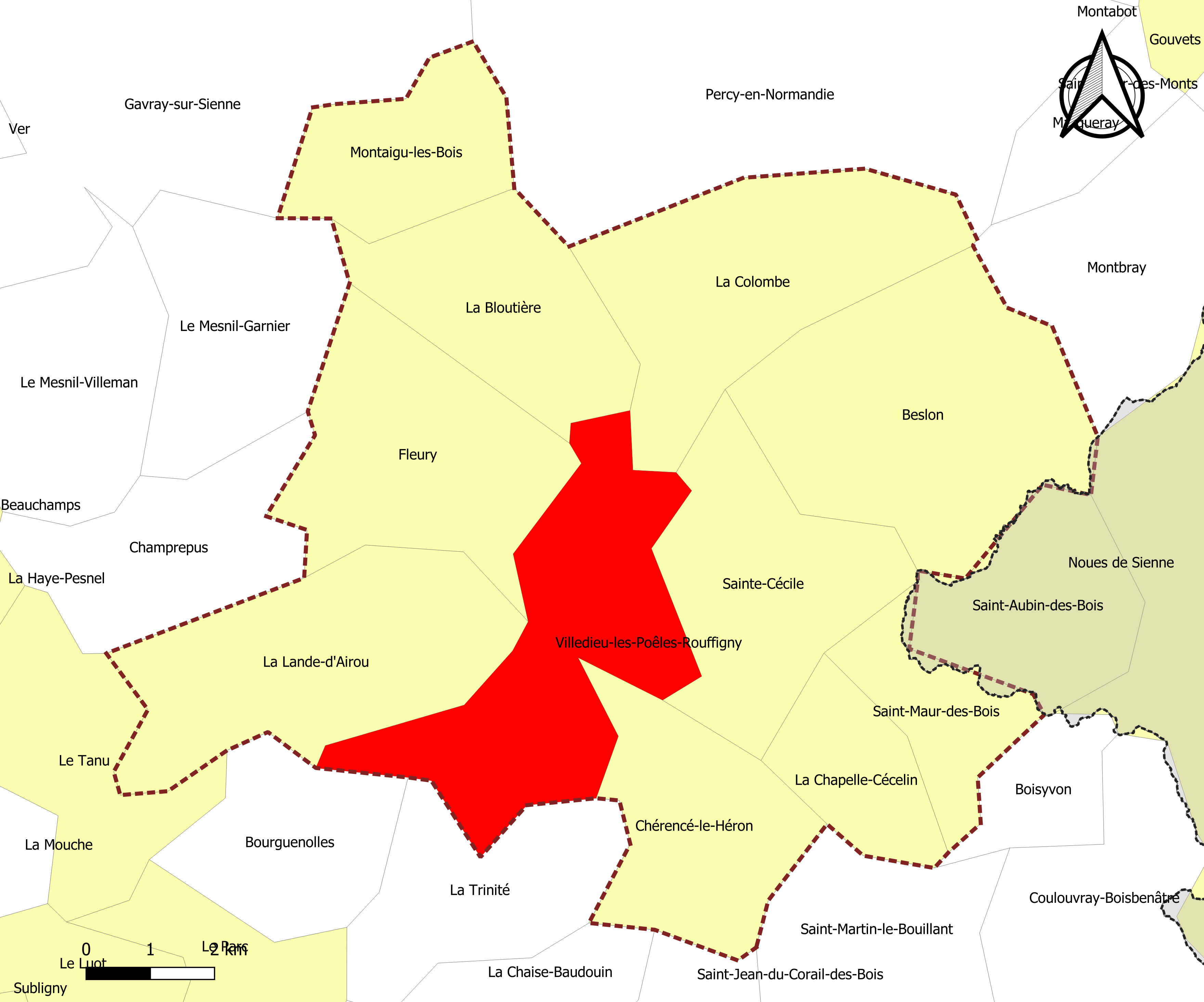
Carte de l'aire d'attraction de Villedieu-les-Poêles-Rouffigny.
Commune-centre
Commune de la couronne

### Composition communale
| Nom                                             | Code Insee | Département | Statut                 | Superficie (km2) | Population (dernière pop. légale) | Densité (hab./km2) | Modifier                                    |
| ----------------------------------------------- | ---------- | ----------- | ---------------------- | ---------------- | --------------------------------- | ------------------ | ------------------------------------------- |
| Villedieu-les-Poêles-Rouffigny (commune-centre) | 50639      | Manche      | commune-centre         | 14,77            | 3 845 (2022)                      | 260                | modifier les données · modifier les données |
| Beslon                                          | 50048      | Manche      | commune de la couronne | 17,24            | 550 (2022)                        | 32                 | modifier les données · modifier les données |
| La Bloutière                                    | 50060      | Manche      | commune de la couronne | 9,31             | 430 (2022)                        | 46                 | modifier les données · modifier les données |
| La Chapelle-Cécelin                             | 50121      | Manche      | commune de la couronne | 5,22             | 244 (2022)                        | 47                 | modifier les données · modifier les données |
| Chérencé-le-Héron                               | 50130      | Manche      | commune de la couronne | 9,54             | 438 (2022)                        | 46                 | modifier les données · modifier les données |
| La Colombe                                      | 50137      | Manche      | commune de la couronne | 14,37            | 627 (2022)                        | 44                 | modifier les données · modifier les données |
| Fleury                                          | 50185      | Manche      | commune de la couronne | 12,60            | 1 085 (2022)                      | 86                 | modifier les données · modifier les données |
| La Lande-d'Airou                                | 50262      | Manche      | commune de la couronne | 15,10            | 535 (2022)                        | 35                 | modifier les données · modifier les données |
| Montaigu-les-Bois                               | 50336      | Manche      | commune de la couronne | 6,67             | 208 (2022)                        | 31                 | modifier les données · modifier les données |
| Sainte-Cécile                                   | 50453      | Manche      | commune de la couronne | 11,29            | 785 (2022)                        | 70                 | modifier les données · modifier les données |
| Saint-Maur-des-Bois                             | 50521      | Manche      | commune de la couronne | 4,97             | 157 (2022)                        | 32                 | modifier les données · modifier les données |